# Lætitia d'Arenberg
Lætitia d'Arenberg   (Brummana, 2 de setembre de 1941) és una empresària uruguaiana d'origen francès.

## Biografia
És filla d'Henri de Belzunce, marquès de Belzunce i de Marie-Thérèse de la Poëze d'Harambure. Lætitia d'Arenberg pràcticament no va conèixer al seu pare, ja que va morir combatent per França el 13 de maig de 1944 durant la batalla de Montecassino. Va arribar a l'Uruguai el 1951, sent encara una nena, amb la seva mare, que desitjava allunyar-la d'Europa, preocupadas per l'evolució de la situació internacional a causa de la guerra de Corea. La seva mare es va casar en terceres núpcies amb Erik Karl Auguste Hedwige Englebert Antoine Balthasar XI, Duc d'Arenberg,el 20 d'agost de 1949, de qui Lætitia va adoptar el cognom.
Lætitia es va casar amb l'Arxiduc Leopold Francesc d'Habsburg-Lorena (Leopold Franz Erzherzog), Príncep de Toscana (1948-1993), el 19 de juny de 1965 a St. Gilgen am Wolfgangsee, Àustria, en una cerimònia civil, i el 28 de juliol del mateix any en una cerimònia religiosa a Menetou-Salon, Cher, França. Ja casada amb Leopold Franz Erzherzog, va viure a l'Uruguai alguns anys. Té dos fills:
- Sigismund Otto Maria Josef Gottfried Henrich Erik Leopold Ferdinand von Habsburg-Lothringen, Gran Duc de Toscana (nascut a Lausana el 21 d'abril de 1966)
- Guntram Maria Josef von Habsburg-Lothringen, Príncep de Toscana (nascut a Montevideo el 21 de juliol de 1967).[1]

Es van divorciar el 27 de maig de 1981 a Salzburg. Leopold Franz Erzherzog va tornar a Europa i Lætitia va romandre a l'Amèrica del Sud. Els seus pares li van demanar que respectés el codi familiar, és a dir, que deixés la seva casa. Posteriorment va conèixer al seu segon i actual marit, John Anson.
Posseeix diverses empreses Grup d'Arenberg a l'Uruguai, entre les quals es destaquen l'Establecimiento y Haras Las Rosas y Simoca S.A. (Tambo Lapataia - Sosiego). A l'octubre de 2012 va vendre BOR SA. (Mitsubishi, JAC, GW, Mondial Motocicletes) a FIANCAR Uruguai.
Per decret del President de la República Francesa, Nicolas Sarkozy, del 10 d'abril de 2009, el govern francès va decidir atorgar a Lætitia d'Arenberg la condecoració de la Legió d'Honor en el grau de Cavaller (Chevalier). Aquest reconeixement de França té en compte els seus trenta anys d'activitats professionals i el seu compromís amb nombroses obres socials a l'Uruguai, en particular a benefici dels nens pobres i dels joves addictes a les drogues.
La cerimònia oficial de lliurament de la condecoració es va realitzar el 24 de setembre i va ser apadrinada per una delegació del Senat francès, de visita oficial a l'Uruguai, presidida pel senador Jean-Marc Pastor, acompanyat pels senadors Rémy Pointereau, François Fortassin, Gérard Miquel i Annie Jarraud-Vergnolle.